# Campionato europeo di baseball 1999
Il campionato europeo di baseball 1999 è stato la ventiseiesima edizione del campionato continentale. Si svolse a Bologna, Parma e Rimini, in Italia, dal 23 al 31 luglio, e fu vinto dai Paesi Bassi, alla loro sedicesima affermazione in ambito europeo.

## Squadre partecipanti
- Belgio
- Croazia
- Francia
- Germania
- Italia
- Paesi Bassi

- Rep. Ceca
- Regno Unito
- Russia
- Slovenia
- Spagna
- Svezia

## Risultati

### Gruppo A
|    | Team        | V - P | Pf - Ps | %     |
| -- | ----------- | ----- | ------- | ----- |
| 1. | Italia      | 5 - 0 | 58 - 7  | 1.000 |
| 2. | Francia     | 4 - 1 | 21 - 13 | 0.800 |
| 3. | Russia      | 2 - 3 | 22 – 23 | 0.400 |
| 4. | Svezia      | 2 - 3 | 9 – 25  | 0.400 |
| 5. | Regno Unito | 1 - 4 | 25 – 36 | 0.200 |
| 6. | Croazia     | 1 - 4 | 5 – 36  | 0.200 |

| 23 luglio 1999 | Francia | 1 – 0 | Croazia |  |

| 23 luglio 1999 | Russia | 6 – 2 | Svezia |  |

| 23 luglio 1999 | Italia | 13 – 0 | Regno Unito |  |

| 24 luglio 1999 | Francia | 4 – 0 | Russia |  |

| 24 luglio 1999 | Italia | 10 – 3 | Svezia |  |

| 24 luglio 1999 | Regno Unito | 10 – 0 | Croazia |  |

| 25 luglio 1999 | Francia | 7 – 0 | Svezia |  |

| 25 luglio 1999 | Russia | 11 – 5 | Regno Unito |  |

| 25 luglio 1999 | Italia | 22 – 1 | Croazia |  |

| 26 luglio 1999 | Russia | 2 – 4 | Croazia |  |

| 26 luglio 1999 | Svezia | 3 – 2 | Regno Unito |  |

| 26 luglio 1999 | Italia | 5 – 0 | Francia |  |

| 27 luglio 1999 | Svezia | 1 – 0 | Croazia |  |

| 27 luglio 1999 | Italia | 8 – 3 | Russia |  |

| 27 luglio 1999 | Francia | 9 – 8 | Regno Unito |  |

### Gruppo B
|    | Team        | V - P | Pf - Ps | %     |
| -- | ----------- | ----- | ------- | ----- |
| 1. | Paesi Bassi | 5 - 0 | 49 - 5  | 1.000 |
| 2. | Rep. Ceca   | 4 - 1 | 38 – 25 | 0.800 |
| 3. | Spagna      | 3 - 2 | 26 – 16 | 0.600 |
| 4. | Belgio      | 2 - 3 | 11 – 35 | 0.400 |
| 5. | Germania    | 1 - 4 | 19 - 22 | 0.200 |
| 6. | Slovenia    | 0 - 5 | 19 - 59 | 0.000 |

| 23 luglio 1999 | Paesi Bassi | 8 – 1 | Germania |  |

| 23 luglio 1999 | Spagna | 10 – 0 | Belgio |  |

| 23 luglio 1999 | Rep. Ceca | 18 – 10 | Slovenia |  |

| 24 luglio 1999 | Spagna | 3 – 1 | Germania |  |

| 24 luglio 1999 | Belgio | 4 – 3 | Slovenia |  |

| 24 luglio 1999 | Paesi Bassi | 9 – 0 | Rep. Ceca |  |

| 25 luglio 1999 | Rep. Ceca | 2 – 1 | Germania |  |

| 25 luglio 1999 | Spagna | 8 – 0 | Slovenia |  |

| 25 luglio 1999 | Paesi Bassi | 9 – 1 | Belgio |  |

| 26 luglio 1999 | Paesi Bassi | 8 – 1 | Spagna |  |

| 26 luglio 1999 | Rep. Ceca | 11 – 1 | Belgio |  |

| 26 luglio 1999 | Germania | 14 – 4 | Slovenia |  |

| 27 luglio 1999 | Belgio | 5 – 2 | Germania |  |

| 27 luglio 1999 | Rep. Ceca | 7 – 4 | Spagna |  |

| 27 luglio 1999 | Paesi Bassi | 15 – 2 | Slovenia |  |

### Girone 9º/12º posto
|    | Team        | V - P | Pf - Ps | %     |
| -- | ----------- | ----- | ------- | ----- |
| 1. | Regno Unito | 3 - 0 | 20 – 6  | 1.000 |
| 2. | Germania    | 2 - 1 | 24 – 11 | 0.667 |
| 3. | Croazia     | 1 - 2 | 10 – 24 | 0.333 |
| 4. | Slovenia    | 0 - 3 | 14 – 27 | 0.000 |

| 29 luglio 1999 | Regno Unito | 6 – 4 | Slovenia |  |

| 29 luglio 1999 | Germania | 8 – 3 | Croazia |  |

| 30 luglio 1999 | Regno Unito | 4 – 2 | Germania |  |

| 30 luglio 1999 | Croazia | 7 – 6 | Slovenia |  |

### Quarti di finale
| 27 luglio 1999 | Rep. Ceca | 3 – 5 | Russia |  |

| 27 luglio 1999 | Francia | 4 – 1 | Spagna |  |

| 27 luglio 1999 | Paesi Bassi | 6 – 0 | Svezia |  |

| 27 luglio 1999 | Italia | 17 – 1 | Belgio |  |

### Semifinali 5º/8º posto
| 30 luglio 1999 | Rep. Ceca | 2 – 12 | Spagna |  |

| 30 luglio 1999 | Belgio | 3 – 2 | Svezia |  |

### Semifinali
| 30 luglio 1999 | Paesi Bassi | 7 – 0 | Russia |  |

| 30 luglio 1999 | Italia | 10 – 0 | Francia |  |

### Finale 7º/8º posto
| 31 luglio 1999 | Svezia | 6 – 5 | Rep. Ceca |  |

### Finale 5º/6º posto
| 31 luglio 1999 | Belgio | 0 – 12 | Spagna |  |

### Finale 3º/4º posto
| 31 luglio 1999 | Russia | 3 – 8 | Francia |  |

### Finale
| 31 luglio 1999 | Paesi Bassi | 3 – 0 | Italia |  |

## Classifica finale
| Campione d'Europa | Campione d'Europa | Campione d'Europa |
| ----------------- | ----------------- | ----------------- |
| Paesi Bassi       |                   |                   |
| Argento           | Italia            |                   |
| Bronzo            | Francia           |                   |
| 4.                | Russia            |                   |
| 5.                | Spagna            |                   |
| 6.                | Belgio            |                   |
| 7.                | Svezia            |                   |
| 8.                | Rep. Ceca         |                   |
| 9.                | Regno Unito       |                   |
| 10.               | Germania          |                   |
| 11.               | Croazia           |                   |
| 12.               | Slovenia          |                   |